# Vučkovica (Lučani)
Pour les articles homonymes, voir Vučkovica.
Vučkovica (en serbe cyrillique : Вучковица) est un village de Serbie situé dans la municipalité de Lučani, district de Moravica. Au recensement de 2011, il comptait 328 habitants.

## Démographie
| 1948 | 1953 | 1961 | 1971 | 1981 | 1991 | 2002 | 2011 |
| ---- | ---- | ---- | ---- | ---- | ---- | ---- | ---- |
| 743  | 811  | 769  | 731  | 587  | 488  | 443  | 328  |

|  |